# 39 Comae Berenices
39 Comae Berenices är en gulvit stjärna i huvudserien i stjärnbilden Berenikes hår. Stjärnan är av visuell magnitud +6,02 och synlig för blotta ögat vid god seeing. Den befinner sig på ett avstånd av ungefär 405 ljusår.